# African Centre for Democracy and Human Rights Studies

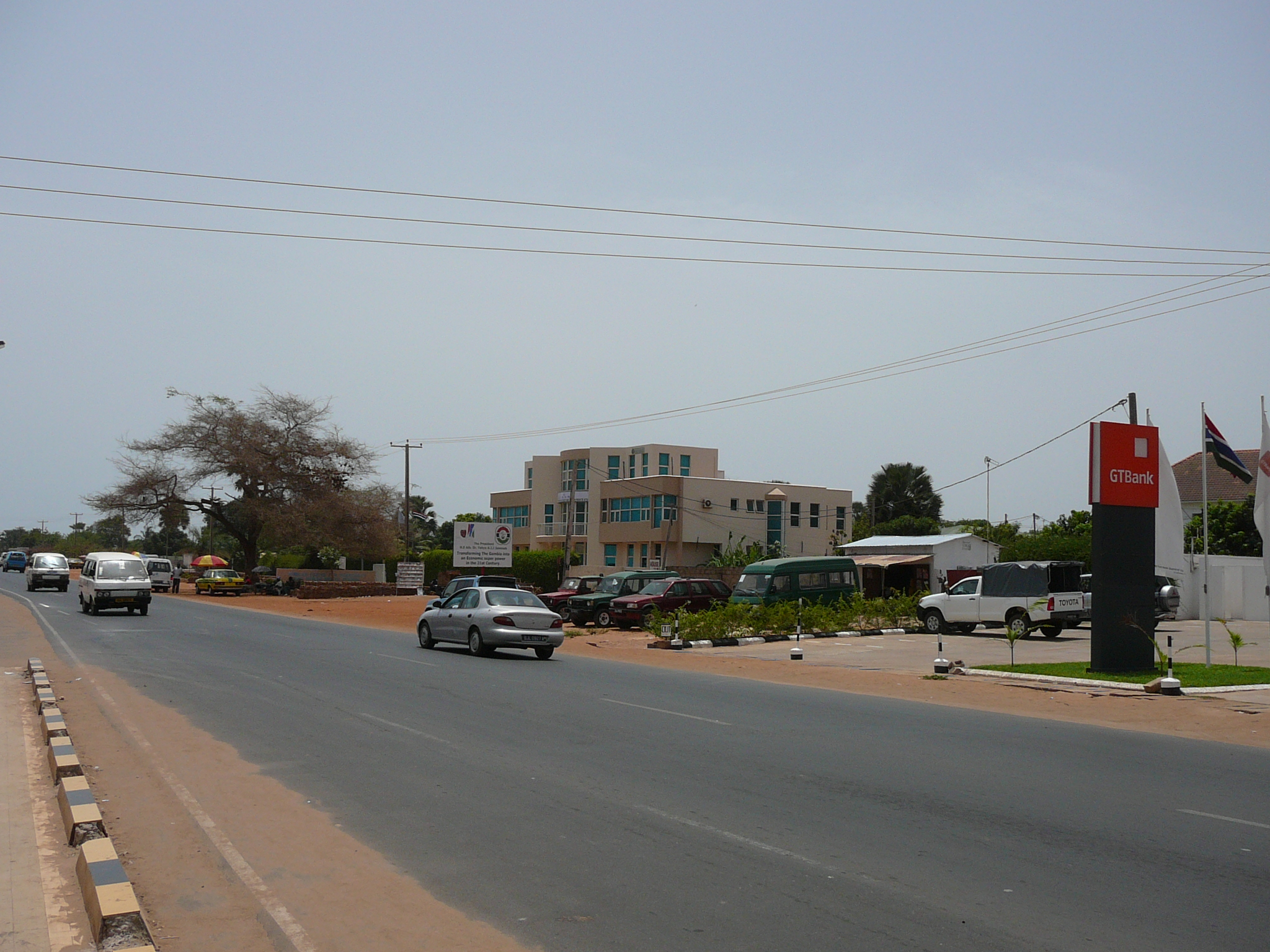
Das Zoe Tembo Building am Bertil Harding Highway

Das African Centre for Democracy and Human Rights Studies (ACDHRS) (deutsch Afrikanisches Zentrum für Demokratie und Studien für Menschenrechte) ist eine Organisation, die politische Untersuchungen betreibt und Schulungen anbietet.
Der Forschungsschwerpunkt liegt auf Demokratie und der Umsetzung der Menschenrechte in Afrika. Dazu werden Workshops und Foren durchgeführt. Der Sitz  liegt in Kerr Seringe bei Kololi (Gambia), im 2001 eingeweihten Zoe Tembo Building am Bertil Harding Highway. Exekutivdirektorin ist seit 2001 Hannah Forster.

## Geschichte
Exzesse einiger afrikanischer Staatschef in den 1970ern, die durch Verletzung der Menschenrechte versuchten sich an die Macht zu klammern, veranlassten die Organisation für Afrikanische Einheit (OAU) zu handeln. Im Juli 1979 wurde eine Resolution verabschiedet, die zur Ausarbeitung der Afrikanischen Charta der Menschenrechte und der Rechte der Völker führte. Die Charte, auch „Banjul-Charta“ genannt, wurde 1981 verabschiedet und trat 1986 in Kraft.
Es zeigte sich anschließend, dass für die Umsetzung der Charta Erklärungen und Schulungen notwendig waren. Dies war, auf Initiative von Hassan Bubacar Jallow, die Geburtsstunde des African Centre for Democracy and Human Rights Studies. Erster Direktor wurde Raymond Sock.
1994 wurde eine neue Satzung verabschiedet, die den Status als Nichtregierungsorganisation (NGO) neu regelte. Zoe Tembo aus Sambia wurde neue Direktorin, 2001 verstarb sie.

## Liste der Direktoren
- 1990–1995: Raymond Sock
- 1994–2001: Zoe Tembo
- 2001–0000: Hannah Forster